# Cherno Samba
Cherno Samba (Banjul, 10 de enero de 1985) es un futbolista gambiano naturalizado inglés que juega como delantero en el Plymouth Argyle. Ha representado a la Selección nacional de fútbol de Inglaterra en todas las categorías inferiores hasta la sub-20. Su padre fue portero de la selección de Gambia.

## Trayectoria
La familia de Cherno se trasladó a Watford, Inglaterra cuando él tenía 7 años, y luego a Peckham, en el sur de Londres. Empezó a destacar cuando a la edad de 13 años, marcó 132 goles en 32 partidos.
No tardó en recibir propuestas de varios agentes, pero finalmente firmó por la escuela de formación del Millwall FC, bajo las órdenes del agente-entrenador Harry Gerber. Su prolífica formación continuó, lo que permitió hablar con otros clubes, como el Manchester United FC y el Liverpool FC, que mostraron interés, pero el Millwall rechazó una oferta del Liverpool de 1.5 millones de £. A su regreso, acordó un contrato con el Millwall, a través del cual se le garantizaba 2 años en el primer equipo. Debía hacer su debut con el Millwall FC el 22 de febrero de 2003, pero nunca ocurrió y nunca demostró su talento, jugando sus dos años de profesional con los reservas.
En el verano de 2004, después de obtener la carta de libertad del Millwall, debido a que no obtuvieron lo que se esperaban de él, acabó en el Cádiz CF para posteriormente ser cedido durante la temporada 2005/06 al Málaga Club de Fútbol "B" y al Úbeda CF. A pesar de ser convocado por la selección inglesa sub-20, no triunfó en España.
Retornó al fútbol inglés cuando Ian Holloway lo fichó en el último día de fichajes, en agosto de 2006 para el Plymouth Argyle F.C firmando por dos años de contrato. Cherno hizo su debut en la English Football League  el 30 de septiembre de [2006 entrado en la segunda parte (minuto 74) en el Ricoh Arena contra el Coventry City, y a los 8 minutos marcó su primer gol en liga, dándole la victoria por 1 a 0 a su equipo. 
En enero de 2007 pasó al Wrexham cedido por un mes, con opción de extenderse hasta el fin de la temporada.
Después de tres apariciones, totalizando 88 minutos, con todos los partidos perdidos, Samba regresó al Plymouth el 26 de febrero. En julio de 2007 fue transferido al Argyle entrenado por Ian Holloway  que declaró  "Con los jóvenes delanteros que hemos fichadodo este año, no puedo verlo abriéndose paso". En agosto de 2007 se rumoreó que Samba estaba a prueba con el Norwich City.

## Clubes
| Club               | País       | Año       |
| ------------------ | ---------- | --------- |
| Millwall FC        | Inglaterra | 2002-2004 |
| Cádiz CF           | España     | 2004-2005 |
| Málaga B           | España     | 2005-2006 |
| Úbeda CF           | España     | 2005-2006 |
| Plymouth Argyle FC | Inglaterra | 2006-2007 |
| Wrexham            | Inglaterra | 2007-2008 |
| FC Haka            | Finlandia  | 2008-2009 |
| Panetolikos FC     | Grecia     | 2010-     |

- Datos: Q1070294